# Шмихел (Пивка)
Шмихел (словен. Šmihel, итал. San Michele di Postumia) је насељено место у општини Пивка, Приморско-нотрањска регија, Словенија.

## Историја
До територијалне реорганизације у Словенији био је у саставу старе општине Постојна.

## Становништво
У попису становништва из 2011. године, Шмихел је имао 108 становника.
| Број становника према пописима | Број становника према пописима | Број становника према пописима |
| ------------------------------ | ------------------------------ | ------------------------------ |
| 1991                           | 2002                           | 2011                           |
| 81                             | 117                            | 108                            |

Напомена: До 1952. исказивано под именом Шмихел на Крас, а од 1952. до 1990. под именом Долане. Године 1994. увећан за део насеља Кал.